# Русалов, Владимир Михайлович
Влади́мир Миха́йлович Руса́лов (5 октября 1939, Кизляр — 16 января 2023, Москва) — советский и российский психолог и антрополог, первым развивший активностно-специфическую модель темперамента. Его наиболее известные работы в психологии темперамента/личности и дифференциальной психофизиологии. Его первая и расширенная версии Опросника структуры темперамента стали наиболее используемыми опросниками в русскоговорящих культурах, в практике подбора персонала, исследований личности и темперамента и образовательной психологии в последние 25 лет.

## Биография
В 1963 окончил биологический факультет МГУ (специальность «Антропология»). В 1963—1972 годах работал младшим, затем старшим и ведущим научным сотрудником в Институте психологии Академии педагогических наук. В 1967 году защитил диссертацию под руководством А. Р. Лурия, Б. М. Теплова и В. Д. Небылицына. Темой кандидатской диссертации была «Человеческая конституция и абсолютные пороги нервной системы». Во время работы над диссертацией он встретился с Яном Стреляу, который также защищал диссертацию в лаборатории Небылицына.
Начиная с 1972 года работал научным сотрудником в Институте психологии РАН. В 1972—2004 возглавлял лабораторию дифференциальной психофизиологии этого института (переименованную позже в лабораторию им. Небылицина, после трагической смерти Небылицина). В 1982 он защитил докторскую диссертацию «Биологические основы психологических индивидуальных различий». Его книга с аналогичным названием стала учебником для многих университетских программ по психологии начиная с 1990-х годов. В этой работе он сравнивал ЭЭГ, выполнение задач в определенных и вероятностных условиях у лиц с различной выносливостью, пластичностью, темпом и эмоциональностью. В 2004—2009 годах работал в качестве ведущего научного сотрудника в лаборатории им. Небылицина ИПРАН. Начиная с 2009 он работал в качестве ведущего научного сотрудника в лаборатории им. Дружинина при этом же Институте. С 1992 года он также профессор в нескольких московских университетах и колледжах, читал лекции в американских университетах и работал в области клинической психологии.
Скончался 16 января 2023 года.

## Научный вклад: первая темпераментальная модель в области активностно-специфического подхода
Работы Русалова относятся к таким областям как психофизиология, психодиагностика, психология личности и дифференциальная психология. Его эксперименты продолжают традицию исследований психофизиологии свойств и типов нервной системы начатой более столетия назад в школе Павлова, а затем в работах Теплова и Небылицина. В 1970е Русалов использовал измерения EEG, вызванные потенциалы, исследования абсолютных порогов восприятия в визуальной, слуховой и тактильной модальностях, силу возбуждения и мобильность в слуховой и визуальных модальностях, эффективность решения проблем в определённых (детерминистских) и неопределённых (вероятностных) условиях, и скорость выполнения различных тестов. Русалов показал, что черты темперамента, регулирующие разные типы активности, имеют разные психофизиологические корреляты, то есть специфику в зависимости от типа активности.
Основываясь на этих исследованиях, Русалов предложил модель и опросник темперамента, которые в конечной версии имеют 12 темпераментальных шкал, относящихся к 4 формально-динамическим аспектам поведения
- «эргичность», то есть энергетическая черта (выносливость)
- пластичность,
- темп и
- эмоциональность,

и каждое из этих свойств рассматривается отдельно в 3 специфичных аспектах деятельности (моторно-физическом, социально-вербальном и интеллектуальном). Эта модель была использована в расширенной версии Опросника Структуры Темперамента. Эта матричная, 4 (динамических свойства) x 3 (типа активности) модель темперамента стала первой моделью в рамках Активностно-специфического подхода, который предлагает рассматривать черты, относящиеся к физическим, социально-вербальным и умственный аспектам активности раздельно .

## Работы
Русалов является автором и соавтором около 200 статей и 7 книг в области психологии и психофизиологии.
Дополнительные публикации В. М. Русалова:
- Психофизиологические исследования интеллектуальной саморегуляции и активности. М. Наука, 1980 (ред)
- Психофизиологическая основа взаимодействия темперамента и общих способностей человека. — В кн.: Проблемы психологии личности. М., 1982. С. 198—204.
- О взаимоотношении свойств темперамента и эффективности индивидуальной и совместной деятельности. — Психол. журн. 1982. Т. 3. № 6. С. 50—59.
- Индивидуально-психологические различия и биоэлектрическая активность мозга. М. Наука, 1988 (ред)
- Русалов, В.M. & Калашников, S.V. (1988) О корреляции психической пластичности с интегральными факторами мозговой биоэлектрической активности человека // Русалов, В. М. (Ред.) Индивидуально-психологические различия в биологической активности мозга человека. С.5-55. Москва, Наука.
- Русалов, В.M., & Калашникова И. Г. (1992) Психологическое тестирование темперамента. Журнал Высшей Нервной Деятельности, 42(1), 44.
- Русалов, В.M., & Наумова E.Р. (1999) Об отношения между общими способностями и «интеллектуальными» шкалами темперамента. Психологический журнал, 20 (1), 70-77
- Опросник структуры темперамента. М., IPRAN 1990.
- Русалов, В.M. & Дудин C.И. (1995) Темперамент и интеллект: общие и специфические факторы развития. Психологический журнал, 16 (5), 12-23.
- Русалов, В.M, Русалова M.Н., & Стрельникова E.В. (2000) Темперамент человека и особенности выбора между вероятностью достижения цели и её ценности. Журнал высшей нервной деятельности, 50(3), 388.
- Русалов, В.М., Трофимова, И. Н. (2011). О представленности типов психической деятельности в различных моделях темперамента. Психологический журнал, 32, 3, 74-84.
- Русалов В.М. (2012) Темперамент в структуре индивидуальности человека. Дифференциально-психофизиологические и психологические исследования. Москва. Издательство ИП РАН.
- Uher, J., Trofimova, I., Sulis, W., Netter, P., Pessoa, L., Posner, M., Rothbart, M., Rusalov, V., Petersen, I., Schmidt, L. Diversity in action: Exchange of perspectives and reflections on taxonomies of individual differences. Philosophical Transactions of the Royal Society, Biology. 383 (1744) doi: 10.1098/rstb.2017.0172